# 小野輝男
小野 輝男（おの てるお、1967年12月1日 - ）は、日本の物理学者。京都大学化学研究所教授。磁性物理、ナノスピントロニクスなどの研究を行っている。

## 略歴
1986年3月、茨城県立水戸第一高等学校卒業。1991年3月、京都大学理学部卒業。1993年に京都大学大学院理学研究科修士課程、1996年に同博士課程を修了する。博士論文は「微細加工基板上に作成されたCo/Cu/NiFe/Cu人工格子の巨大磁気抵抗効果」。同年4月に日本学術振興会特別研究員となる。
翌年4月、慶應義塾大学理工学部物理学科に助手として勤務。
2000年9月、大阪大学大学院基礎工学研究科で講師となり、2002年4月から同大学院基礎工学研究科助教授となる。2003年4月から京都大学化学研究所で助教授（併任）、翌年度より教授（現任）。

## 主な受賞歴
- 1996年9月：日本応用磁気学会武井賞
- 1998年9月：日本応用磁気学会論文賞
- 2004年9月：日本応用磁気学会論文賞
- 2005年3月：丸文学術賞
- 2007年4月：市村学術貢献賞
- 2007年9月：日本応用磁気学会論文賞
- 2007年9月：日本応用磁気学会優秀研究賞
- 2008年4月：船井情報科学振興財団 船井情報科学振興賞
- 2008年11月：日本IBM科学賞
- 2008年11月：サー・マーティン・ウッド賞
- 2009年9月：大阪科学賞
- 2014年10月：ドコモ・モバイル・サイエンス賞基礎科学部門優秀賞